# مطوطة
مَطُوطَة (الاسم العلمي: Montacuta)، جنس حيوانات بحرية من ذوات الصدفتين الرخويات. ترجع أقدم أحفورة لهُ إلى الفترة الفجرية.